# Крюгер, Карл-Хайнц
Ка́рл-Ха́йнц Крю́гер (нем. Karl-Heinz Krüger; род. 25 декабря 1953, Темплин) — немецкий боксёр полусредней и первой средней весовых категорий, выступал за сборную ГДР в конце 1970-х — начале 1980-х годов. Бронзовый призёр летних Олимпийских игр в Москве, обладатель бронзовой медали чемпионата мира, дважды вице-чемпион Европы, победитель многих международных турниров и национальных первенств. Также известен как тренер по боксу.

## Биография
Карл-Хайнц Крюгер родился 25 декабря 1953 года в городе Темплин (ныне — федеральная земля Бранденбург). Активно заниматься боксом начал с детства, в юности проходил подготовку в специализированной спортивной школе Франкфурта-на-Одере «Форвертс», где тренировался под присмотром знаменитого Манфреда Вольке. Первого серьёзного успеха на ринге добился в 1976 году, когда занял третье место на взрослом первенстве ГДР и выиграл серебряную медаль на престижном кубинском турнире «Хиральдо Кордоба Кардин». Год спустя стал чемпионом своей страны и побывал на чемпионате Европы в Галле, откуда привёз медаль серебряного достоинства, проиграв только советскому боксёру Валерию Лимасову.
В 1978 году Крюгер боксировал на чемпионате мира в Белграде, дошёл до стадии полуфиналов и получил бронзовую награду. В следующем сезоне ездил на европейское первенство в Кёльн, в полуфинале проиграл представителю СССР Серику Конакбаеву. Благодаря череде удачных выступлений удостоился права защищать честь страны на летних Олимпийских играх 1980 года в Москве — одолел здесь троих своих соперников, после чего в полуфинале со счётом 0:5 уступил титулованному кубинцу Андресу Альдаме.
Получив бронзовую олимпийскую медаль, Карл-Хайнц Крюгер продолжил выходить на ринг в составе национальной сборной, принимая участие в крупнейших международных турнирах. Так, в 1981 году добыл серебро на чемпионате Европы в Тампере (в решающем матче вновь сошёлся с Конакбаевым и вновь проиграл). Через год боксировал на чемпионате мира Мюнхене, возлагал на этот турнир большие надежды, однако в первом же поединке был выбит из борьбы за медали малоизвестным кенийским боксёром (матч закончился со счётом 1:4). Потерпев обидное поражение, принял решение завершить карьеру спортсмена и покинул сборную.
После завершения спортивной карьеры Крюгер в течение многих лет работал тренером в своём родном франкфуртском клубе «Форвертс». Воспитал многих талантливых боксёров, в том числе его учениками были олимпийский чемпион и чемпион мира Торстен Май, чемпион Европы Дирк Эйгенбродт, братья Фальк и Кай Хусте, призёр олимпийских игр Себастиан Кёбер и многие другие.